# Петропавловка (Стерлитамакский район)
Петропавловка (баш. Петропавловка) — деревня в Стерлитамакском районе Республики Башкортостан Российской Федерации. Входит в состав  Буриказгановского сельсовета.

## География
Расположена при реке Айбаскан.

### Географическое положение
Расстояние до:
- районного центра (Стерлитамак): 32 км,
- центра сельсовета (Буриказганово): 13 км,
- ближайшей ж/д станции (Стерлитамак): 32 км.

## Население
| 2002 | 2009 | 2010 |
| ---- | ---- | ---- |
| 9    | ↘6   | ↗12  |

Национальный состав
Согласно переписи 2002 года, преобладающая национальность — русские (78 %).

## Известные уроженцы
- Пулькин, Григорий Степанович (1916 — 12 января 1945) — кузнец артиллерийской батареи 28-го артиллерийского полка 19-го стрелкового корпуса 7-й армии, красноармеец, первый из уроженцев Башкортостана Герой Советского Союза (1940)[5][6].
- Маркин, Андрей Гаврилович (1918–1995) — советский ботаник, профессор кафедры зоологии позвоночных Пермского университета, доктор биологических наук, участник Великой Отечественной войны.

## Инфраструктура
Личное подсобное хозяйство с зоной сельскохозяйственного использования, индивидуальная застройка усадебного типа.

## Транспорт
Деревня доступна автотранспортом по просёлочным дорогам. 